# Rue Mallet-Stevens
Die Rue Mallet-Stevens ist eine 77 Meter lange und 7 Meter breite Privatstraße in Auteuil, dem südlichsten der vier Quartiers im 16. Arrondissements von Paris.

## Lage

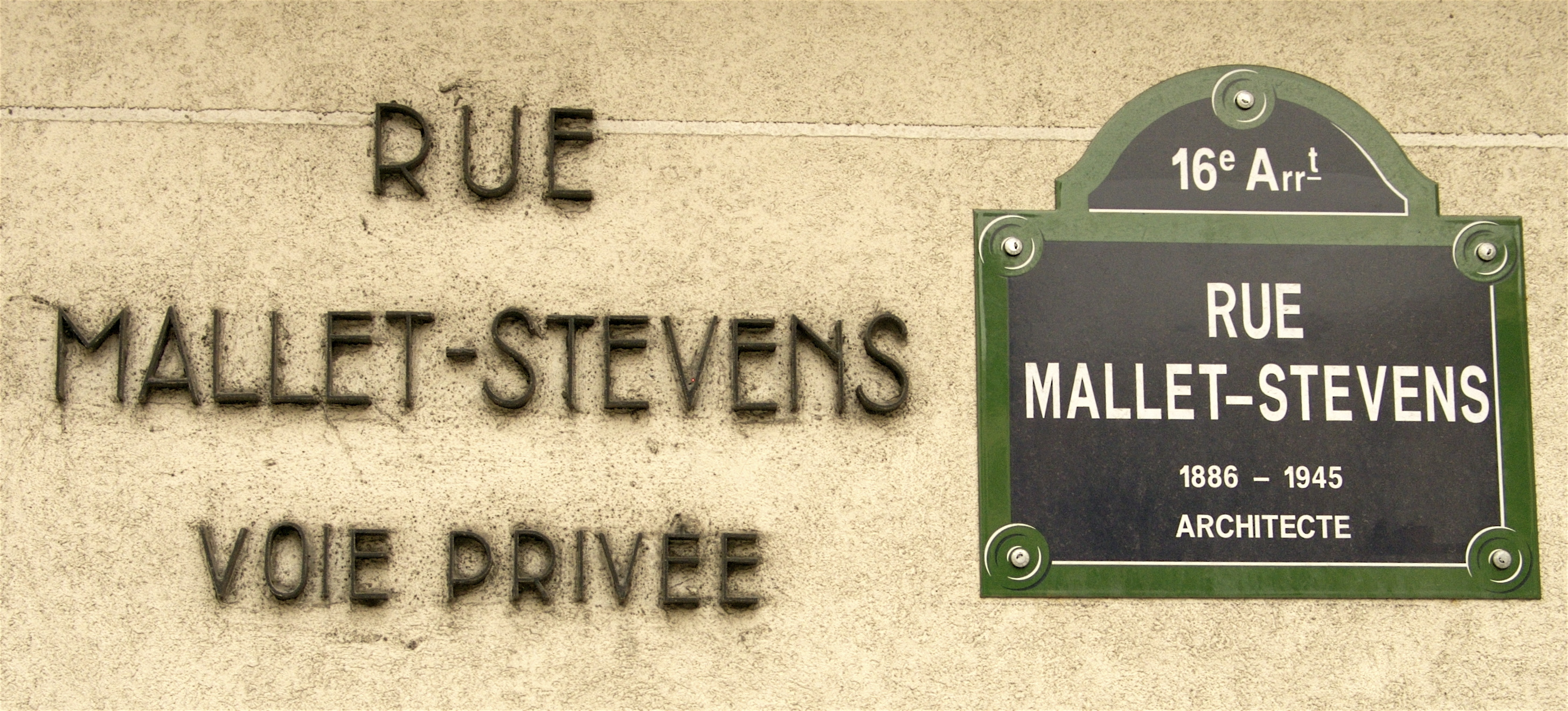
Straßenschild

Die Sackgasse beginnt bei Nummer 9 der Rue du Docteur Blanche.

## Namensursprung
Die 1927 offiziell eröffnete Straße ist benannt nach dem Architekten Robert Mallet-Stevens (1886–1945), der sie in den Jahren 1925–1927 konstruierte. – 1987 wurde der Straße eine Briefmarke gewidmet.

## Geschichte
Die 1927 offiziell eröffnete Straße ist benannt nach dem Architekten Robert Mallet-Stevens (1886–1945), der sie in den Jahren 1925–1927 konstruierte und fortan selbst unter Nummer 12 residierte. Unter der benachbarten Nummer 10 befand sich das Atelier-Haus der Bildhauer Jan und Joël Martel (1896–1966).
Viele Gebäude der Straße wurden im Jahr 2000 in die Liste der Kulturdenkmäler des 16. Arrondissements aufgenommen.

## Übersicht über die Gebäude

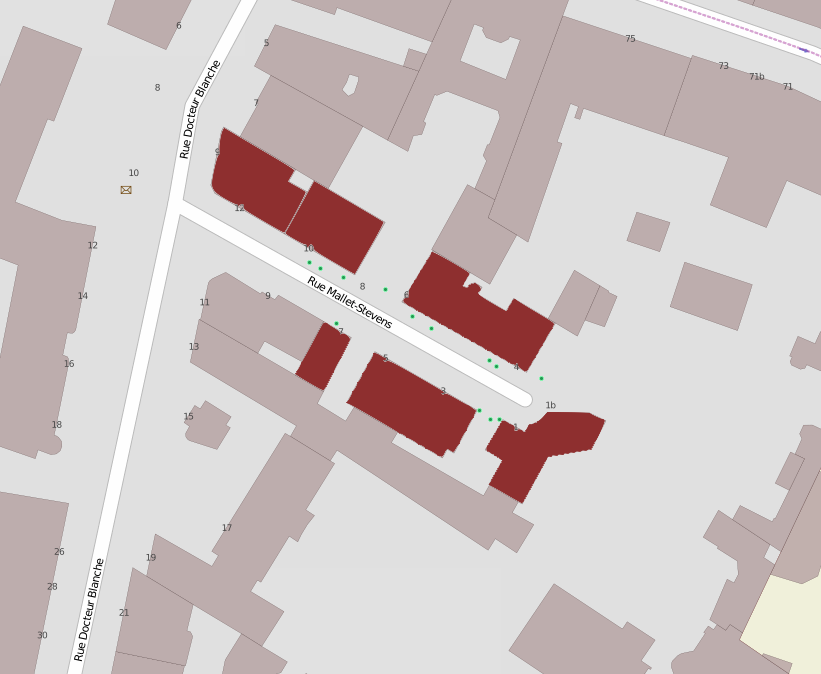
Rot eingefärbt sind die Gebäude von Mallet-Stevens

| Nr.                           | Erstbewohner               | Zustand                     | Bild                            |
| ----------------------------- | -------------------------- | --------------------------- | ------------------------------- |
| 1–1b                          | Haus des Hausmeisters      |                             |                                 |
| 3–5                           | Haus Allatini              | nachträglich stark umgebaut | Link zum Bild, Link zum Bild    |
| 4–6                           | Haus Mme. Reifenberg       |                             |                                 |
| 7                             | Haus Daniel Dreyfus        | nachträglich aufgestockt    |                                 |
| 10                            | Haus Joel und Jan Martel   |                             |                                 |
| 12 (9 Rue du Docteur Blanche) | Haus Robert Mallet-Stevens | nachträglich aufgestockt    | Link zum Bild (Originalzustand) |